# راکگلن
راکگلن (به انگلیسی: Rockglen) یک شهرک در کانادا است که در ساسکاچوان واقع شده‌است. راکگلن ۲٬۸۵ کیلومتر مربع مساحت و ۴۰۰ نفر جمعیت دارد و ۱٬۵۰۰ متر بالاتر از سطح دریا واقع شده‌است.